# 6 mm XC
6mm XC (також відомий як 6XC) гвинтівковий набій, схожий на набій 6x47mm Swiss Match.

## Історія
Набій 6mm XC було спочатку розроблено спеціально для стрілецьких змагань High Power Національної стрілецької асоціації 11-кратним національни чемпіоном змагань NRA High Power Девідом Таббом. Його рекламують як один із найточніших далекобійних 6 міліметрових набоїв у світі, призначених для магазинних гвинтівок
6XC має стандартизовану гільзу CIP. Заводські гільзи випускає Norma та Peterson.

## Продуктивність

6 mm XC. Параметри в дюймах

Набій 6XC є набоєм для стрільби на 1000 ярдів, підходить для бенчресту, як і набої 6x47mm Swiss Match, 6.5×47mm Lapua та 6 mm/22-250; його можна віднести до класу набоїв, які за швидкістю перевершують калібри для бенчресту, такі як 6mm BR Remington, 6mm BRX та 6mm Dasher. Девід Табб здобув кілька перемог за допомогою набою 6XC у національних чемпіонатах NRA High Power та у ряді змагань NRA Long Range (змагання на 1000 ярдів).

### Дулова швидкість
- 7,45 г (115 гран) експансивна з човниковим хвостом (HPBT): 3,000 ft/s (910 м/с)

- Перелік гвинтівкових набоїв
- Особиста зброя збройних сил США